# Copa de Europa de la FIBA 1993-94
La Copa de Europa de la FIBA 1993-94, conocida anteriormente como Recopa de Europa de Baloncesto fue la vigésimo octava edición de esta competición organizada por la FIBA que reunía a los campeones de las ediciones de copa de los países europeos. Tomaron parte 39 equipos, dos menos que en la edición precedente, diez de ellos procedentes como perdedores de la fase de la Liga Europea de la FIBA 1993-94. Se proclamó campeón el equipo esloveno del Smelt Olimpija, derrotando en la final al Taugrés Baskonia español, en un partido disputado en el Centre Intercommunal de Glace Malley de Lausana.

## Primera ronda
| Equipo 1         | Agr.    | Equipo 2                | Ida    | Vuelta |
| ---------------- | ------- | ----------------------- | ------ | ------ |
| St. Vicent's     | 155–154 | Ungmennafélagið Snæfell | 78–75  | 77–79  |
| T71 Dudelange    | 108–237 | Basket Flyers           | 70–121 | 38–116 |
| Steaua București | 130–168 | Körmend Hunor           | 54–71  | 76–97  |
| CSKA Sofia       | 152–132 | Postojna                | 86–77  | 66–55  |

## Segunda ronda
| Equipo 1                   | Agr.    | Equipo 2                  | Ida    | Vuelta |
| -------------------------- | ------- | ------------------------- | ------ | ------ |
| St. Vicent's               | 127–174 | Mustang Jeans Den Helder  | 61–77  | 66–97  |
| Atletas                    | 154–157 | Brandt Hagen              | 85–74  | 69–83  |
| Bipa-Moda Odessa           | 172–174 | Zadar                     | 83–87  | 89–87  |
| Basket Flyers              | 174–192 | Ovarense                  | 94–87  | 80–105 |
| Körmend Hunor              | 154–168 | Taugrés                   | 74–75  | 80–93  |
| CSKA Sofia                 | 131–134 | Tofaş                     | 67–63  | 64–71  |
| Bioveta COOP Banka Brno    | 165–189 | Olitalia Siena            | 87–98  | 78–91  |
| Spartak Saint Petersburg   | 132–179 | Nobiles Włocławek         | 63–103 | 69–76  |
| Chemosvit                  | 170–176 | Uudenkaupungin Urheilijat | 81–58  | 89–118 |
| Go Pass Verviers-Pepinster | 164–178 | Pitch Cholet              | 88–81  | 76–97  |
| Kočani Delikates           | 154–183 | Hapoel Guivatayim         | 81–83  | 73–100 |
| APOEL                      | 133–192 | Sato Aris                 | 76–94  | 57–98  |

## Tercera ronda
- Invitación para participar en la Copa de Europa de la FIBA* a los equipos perdedores en los dieciseisavos de final de la Liga Europea de la FIBA 1992-93.

*Canoe Jeans EBBC, Croatia Osiguranje, USK Praha, Hapoel Galil Elyon, Sankt Pölten , Žalgiris, Levski Sofia, Rabotnički, ASK Brocēni y Smelt Olimpija.
| Equipo 1                  | Agr.    | Equipo 2              | Ida    | Vuelta |
| ------------------------- | ------- | --------------------- | ------ | ------ |
| Canoe Jeans EBBC          | 156–172 | Croatia Osiguranje    | 62–78  | 94–94  |
| USK Praha                 | 158–166 | Fidefinanz Bellinzona | 75–78  | 83–88  |
| Hapoel Galil Elyon        | 211–140 | Sankt Pölten          | 107–71 | 104–69 |
| Žalgiris                  | 147–173 | Taugrés               | 76–84  | 71–89  |
| Olitalia Siena            | 158–159 | Tofaş                 | 79–72  | 79–87  |
| Uudenkaupungin Urheilijat | 155–205 | Pitch Cholet          | 70–99  | 85–96  |
| Sato Aris                 | 166–156 | Hapoel Guivatayim     | 78–65  | 88–91  |
| Levski Sofia              | 171–160 | Brandt Hagen          | 102–93 | 69–67  |
| Zadar                     | 161–138 | Nobiles Włocławek     | 86–60  | 75–78  |
| Mustang Jeans Den Helder  | 154–171 | Rabotnički            | 92–76  | 62–85  |
| Ovarense                  | 170–166 | ASK Brocēni           | 87–80  | 83–86  |

Clasificado automáticamente para cuartos de final
- Smelt Olimpija

## Cuartos de final
Los cuartos de final se jugaron con un sistema de todos contra todos, divididos en dos grupos.
|  | Clasificados para semifinales |

|    | Equipo                | PJ | Pts | G | P | PF  | PC  | Dif. |
| -- | --------------------- | -- | --- | - | - | --- | --- | ---- |
| 1. | Smelt Olimpija        | 10 | 18  | 8 | 2 | 790 | 718 | +68  |
| 2. | Taugrés               | 10 | 17  | 7 | 3 | 865 | 791 | +74  |
| 3. | Croatia Osiguranje    | 10 | 17  | 7 | 3 | 861 | 788 | +73  |
| 4. | Fidefinanz Bellinzona | 10 | 14  | 4 | 6 | 699 | 759 | -60  |
| 5. | Tofaş                 | 10 | 12  | 2 | 8 | 841 | 920 | -79  |
| 6. | Rabotnički            | 10 | 12  | 2 | 8 | 852 | 932 | -80  |

|    | Equipo             | PJ | Pts | G | P | PF  | PC   | Dif. |
| -- | ------------------ | -- | --- | - | - | --- | ---- | ---- |
| 1. | Pitch Cholet       | 10 | 17  | 7 | 3 | 929 | 861  | +68  |
| 2. | Sato Aris          | 10 | 17  | 7 | 3 | 940 | 883  | +57  |
| 3. | Hapoel Galil Elyon | 10 | 17  | 7 | 3 | 907 | 864  | +43  |
| 4. | Ovarense           | 10 | 15  | 5 | 5 | 905 | 895  | +10  |
| 5. | Zadar              | 10 | 13  | 3 | 7 | 897 | 894  | +3   |
| 6. | Levski Sofia       | 10 | 11  | 1 | 9 | 827 | 1008 | -181 |

## Semifinales
Los equipos mejor clasificados en la fase de grupos disputaron los partidos 2 y 3 en casa.
| Equipo 1  | Agr. | Equipo 2       | Ida   | Vuelta | 3er partido |
| --------- | ---- | -------------- | ----- | ------ | ----------- |
| Sato Aris | 1–2  | Smelt Olimpija | 83–79 | 78–84  | 61-74       |
| Taugrés   | 2–1  | Pitch Cholet   | 81–67 | 90–103 | 90-83       |

## Final
15 de marzo, Centre Intercommunal de Glace Malley, Lausana
| Equipo 1       | Resultado | Equipo 2 |
| -------------- | --------- | -------- |
| Smelt Olimpija | 91–81     | Taugrés  |

| 15 de marzo de 1994 | Smelt Olimpija                                                | 91–81        | Taugrés                                                       | |  |
|                     | Marcador por tiempos: 43-41, 48–40                            |              |                                                               | |  |
|                     | Estadísticas Roman Horvat 33 Žarko Đurišić 6 Dušan Hauptman 5 | Pts Reb Asts | Estadísticas Ken Bannister 32 Ken Bannister 11 Pablo Laso, 16 | Pabellón: Centre Intercommunal de Glace Malley, Lausana Asistencia: 5.000 espectadores Árbitros: Nikolaos Pitsilkas (GRE), Gennaro Colucci (ITA) |  |

| Campeón de la Copa de Europa de la FIBA 1993–94 |
| ----------------------------------------------- |
| Smelt Olimpija 1.er título                      |